# Lietuvos moterų susivienijimas
Lietuvos moterų susivienijimas, var en kvinnoorganisation i Litauen, grundad 1905.
Litauens första kvinnoförening var Lietuvos moterų susivienijimas, som bildades 1905 för att kampanja för rösträtt och självständighet från Ryssland. Föreningen splittrades efter Litauiska kvinnors första kongress 1907, efter beslutet att en ny paraplyförening för litauiska kvinnor skulle bildas. 
Aktivisterna splittrades dock i katoliker, som bildade  Lietuvių katalikių moterų draugija  (1908-1940) och liberaler och socialister, som bildade Lietuvos moterų sąjunga (1922-1933). 